# St. Petersburg Open 2005 - Qualificazioni singolare
Le qualificazioni del singolare  dello  St. Petersburg Open 2005 sono state un torneo di tennis preliminare per accedere alla fase finale della manifestazione. I vincitori dell'ultimo turno sono entrati di diritto nel tabellone principale. In caso di ritiro di uno o più giocatori aventi diritto a questi sono subentrati i lucky loser, ossia i giocatori che hanno perso nell'ultimo turno ma che avevano una classifica più alta rispetto agli altri partecipanti che avevano comunque perso nel turno finale.
Le qualificazioni del torneo St. Petersburg Open 2005 prevedevano 32 partecipanti di cui 4 sono entrati nel tabellone principale.

## Teste di serie
1. Jonas Björkman (Qualificato)
2. Jiří Vaněk (Qualificato)
3. Tejmuraz Gabašvili (Qualificato)
4. Serhij Stachovs'kyj (Qualificato)

1. Stian Boretti (ultimo turno)
2. Jan Frode Andersen (ultimo turno)
3. Kirill Ivanov-Smolensky (ultimo turno)
4. Pavel Ivanov (secondo turno)

## Qualificati
1. Jonas Björkman
2. Jiří Vaněk

1. Tejmuraz Gabašvili
2. Serhij Stachovs'kyj

## Tabellone

### Legenda
| - Q = Qualificato - WC = Wild card - LL = Lucky loser | - ALT = Alternate - SE = Special Exempt - PR = Protected Ranking | - w/o = Walkover - r = Ritirato - d = Squalificato |

### Sezione 1
|  | Primo turno        | Primo turno        | Primo turno        | Primo turno | Primo turno |  |  | Secondo turno | Secondo turno           | Secondo turno      | Secondo turno           | Secondo turno           |   |   | Ultimo turno | Ultimo turno   | Ultimo turno   | Ultimo turno | Ultimo turno |  |
|  |                    |                    |                    |             |             |  |  |               |                         |                    |                         |                         |   |   |              |                |                |              |              |  |
|  |                    |                    |                    |             |             |  |  |               |                         |                    |                         |                         |   |   |              |                |                |              |              |  |
|  |                    |                    |                    |             |             |  |  | 1             | Jonas Björkman          | Jonas Björkman     | 6                       | 6                       |   |   |              |                |                |              |              |  |
|  | Mikhail Ledovskikh | Mikhail Ledovskikh | Mikhail Ledovskikh | 6           | 6           |  |  |               | Mikhail Ledovskikh      | Mikhail Ledovskikh | 1                       | 3                       |   |   |              |                |                |              |              |  |
|  | Temur Tsvinaria    | Temur Tsvinaria    | Temur Tsvinaria    | 1           | 2           |  |  |               |                         |                    |                         |                         |   |   | 1            | Jonas Björkman | Jonas Björkman | 6            | 6            |  |
|  | Michail Elgin      | Michail Elgin      | Michail Elgin      | 6           | 7           |  |  |               |                         | 7                  | Kirill Ivanov-Smolensky | Kirill Ivanov-Smolensky | 0 | 1 |              |                |                |              |              |  |
|  | Jim Thomas         | Jim Thomas         | Jim Thomas         | 2           | 5           |  |  |               | Michail Elgin           | 6                  | 4                       | 63                      |   |   |              |                |                |              |              |  |
|  |                    |                    |                    |             |             |  |  | 7             | Kirill Ivanov-Smolensky | 1                  | 6                       | 7                       |   |   |              |                |                |              |              |  |
|  |                    |                    |                    |             |             |  |  |               |                         |                    |                         |                         |   |   |              |                |                |              |              |  |

### Sezione 2
|  | Primo turno         | Primo turno         | Primo turno         | Primo turno | Primo turno |  |  | Secondo turno | Secondo turno       | Secondo turno       | Secondo turno | Secondo turno |   |   | Ultimo turno | Ultimo turno | Ultimo turno | Ultimo turno | Ultimo turno |  |
|  |                     |                     |                     |             |             |  |  |               |                     |                     |               |               |   |   |              |              |              |              |              |  |
|  |                     |                     |                     |             |             |  |  |               |                     |                     |               |               |   |   |              |              |              |              |              |  |
|  |                     |                     |                     |             |             |  |  | 2             | Jiří Vaněk          | Jiří Vaněk          | 6             | 6             |   |   |              |              |              |              |              |  |
|  | Mariusz Fyrstenberg | Mariusz Fyrstenberg | Mariusz Fyrstenberg | 6           | 6           |  |  |               | Mariusz Fyrstenberg | Mariusz Fyrstenberg | 3             | 4             |   |   |              |              |              |              |              |  |
|  | Gregory Muzil       | Gregory Muzil       | Gregory Muzil       | 2           | 2           |  |  |               |                     |                     |               |               |   |   | 2            | Jiří Vaněk   | 64           | 6            | 6            |  |
|  | Julian Knowle       | Julian Knowle       | Julian Knowle       | 6           | 6           |  |  |               |                     | 5                   | Stian Boretti | 7             | 1 | 3 |              |              |              |              |              |  |
|  | Mikhail Lifshits    | Mikhail Lifshits    | Mikhail Lifshits    | 2           | 1           |  |  |               | Julian Knowle       | Julian Knowle       | 5             | 4             |   |   |              |              |              |              |              |  |
|  |                     |                     |                     |             |             |  |  | 5             | Stian Boretti       | Stian Boretti       | 7             | 6             |   |   |              |              |              |              |              |  |
|  |                     |                     |                     |             |             |  |  |               |                     |                     |               |               |   |   |              |              |              |              |              |  |

### Sezione 3
|  | Primo turno | Primo turno | Primo turno | Primo turno | Primo turno |  |  | Secondo turno | Secondo turno      | Secondo turno      | Secondo turno      | Secondo turno      |    |   | Ultimo turno | Ultimo turno       | Ultimo turno       | Ultimo turno | Ultimo turno |  |
|  |             |             |             |             |             |  |  |               |                    |                    |                    |                    |    |   |              |                    |                    |              |              |  |
|  |             |             |             |             |             |  |  |               |                    |                    |                    |                    |    |   |              |                    |                    |              |              |  |
|  |             |             |             |             |             |  |  | 3             | Tejmuraz Gabašvili | Tejmuraz Gabašvili | 6                  | 6                  |    |   |              |                    |                    |              |              |  |
|  |             |             |             |             |             |  |  |               | Ivan Syrov         | Ivan Syrov         | 2                  | 0                  |    |   |              |                    |                    |              |              |  |
|  |             |             |             |             |             |  |  |               |                    |                    |                    |                    |    |   | 3            | Tejmuraz Gabašvili | Tejmuraz Gabašvili | 7            | 6            |  |
|  |             |             |             |             |             |  |  |               |                    | 6                  | Jan Frode Andersen | Jan Frode Andersen | 65 | 4 |              |                    |                    |              |              |  |
|  |             |             |             |             |             |  |  |               | Georgi Choukhleb   | Georgi Choukhleb   | 1                  | 2                  |    |   |              |                    |                    |              |              |  |
|  |             |             |             |             |             |  |  | 6             | Jan Frode Andersen | Jan Frode Andersen | 6                  | 6                  |    |   |              |                    |                    |              |              |  |
|  |             |             |             |             |             |  |  |               |                    |                    |                    |                    |    |   |              |                    |                    |              |              |  |

### Sezione 4
|  | Primo turno     | Primo turno     | Primo turno     | Primo turno | Primo turno |  |  | Secondo turno | Secondo turno       | Secondo turno       | Secondo turno | Secondo turno |   |   | Ultimo turno | Ultimo turno        | Ultimo turno        | Ultimo turno | Ultimo turno |  |
|  |                 |                 |                 |             |             |  |  |               |                     |                     |               |               |   |   |              |                     |                     |              |              |  |
|  |                 |                 |                 |             |             |  |  |               |                     |                     |               |               |   |   |              |                     |                     |              |              |  |
|  |                 |                 |                 |             |             |  |  | 4             | Serhij Stachovs'kyj | Serhij Stachovs'kyj | 6             | 6             |   |   |              |                     |                     |              |              |  |
|  | Valery Rudnev   | Valery Rudnev   | 7               | 2           | 7           |  |  |               | Valery Rudnev       | Valery Rudnev       | 3             | 2             |   |   |              |                     |                     |              |              |  |
|  | Michael Ouvarov | Michael Ouvarov | 5               | 6           | 5           |  |  |               |                     |                     |               |               |   |   | 4            | Serhij Stachovs'kyj | Serhij Stachovs'kyj | 6            | 6            |  |
|  | Leoš Friedl     | Leoš Friedl     | Leoš Friedl     | 6           | 6           |  |  |               |                     |                     | Leoš Friedl   | Leoš Friedl   | 1 | 3 |              |                     |                     |              |              |  |
|  | Evgenij Smirnov | Evgenij Smirnov | Evgenij Smirnov | 3           | 0           |  |  |               | Leoš Friedl         | Leoš Friedl         | 6             | 6             |   |   |              |                     |                     |              |              |  |
|  |                 |                 |                 |             |             |  |  | 8             | Pavel Ivanov        | Pavel Ivanov        | 4             | 4             |   |   |              |                     |                     |              |              |  |
|  |                 |                 |                 |             |             |  |  |               |                     |                     |               |               |   |   |              |                     |                     |              |              |  |